# Orobanche fasciculata
Orobanche fasciculata là loài thực vật có hoa thuộc họ Cỏ chổi. Loài này được Nutt. mô tả khoa học đầu tiên năm 1818.

## Hình ảnh

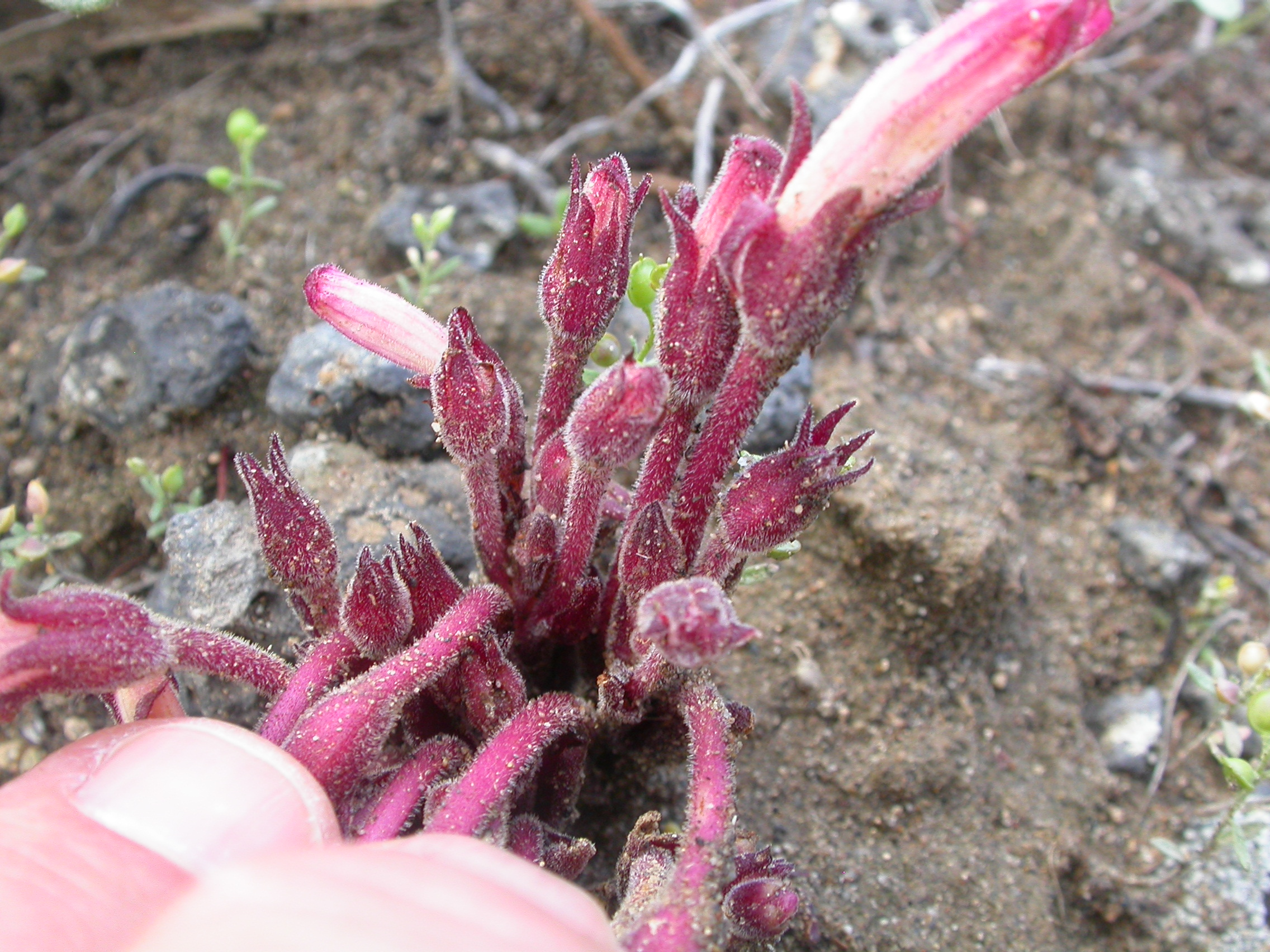
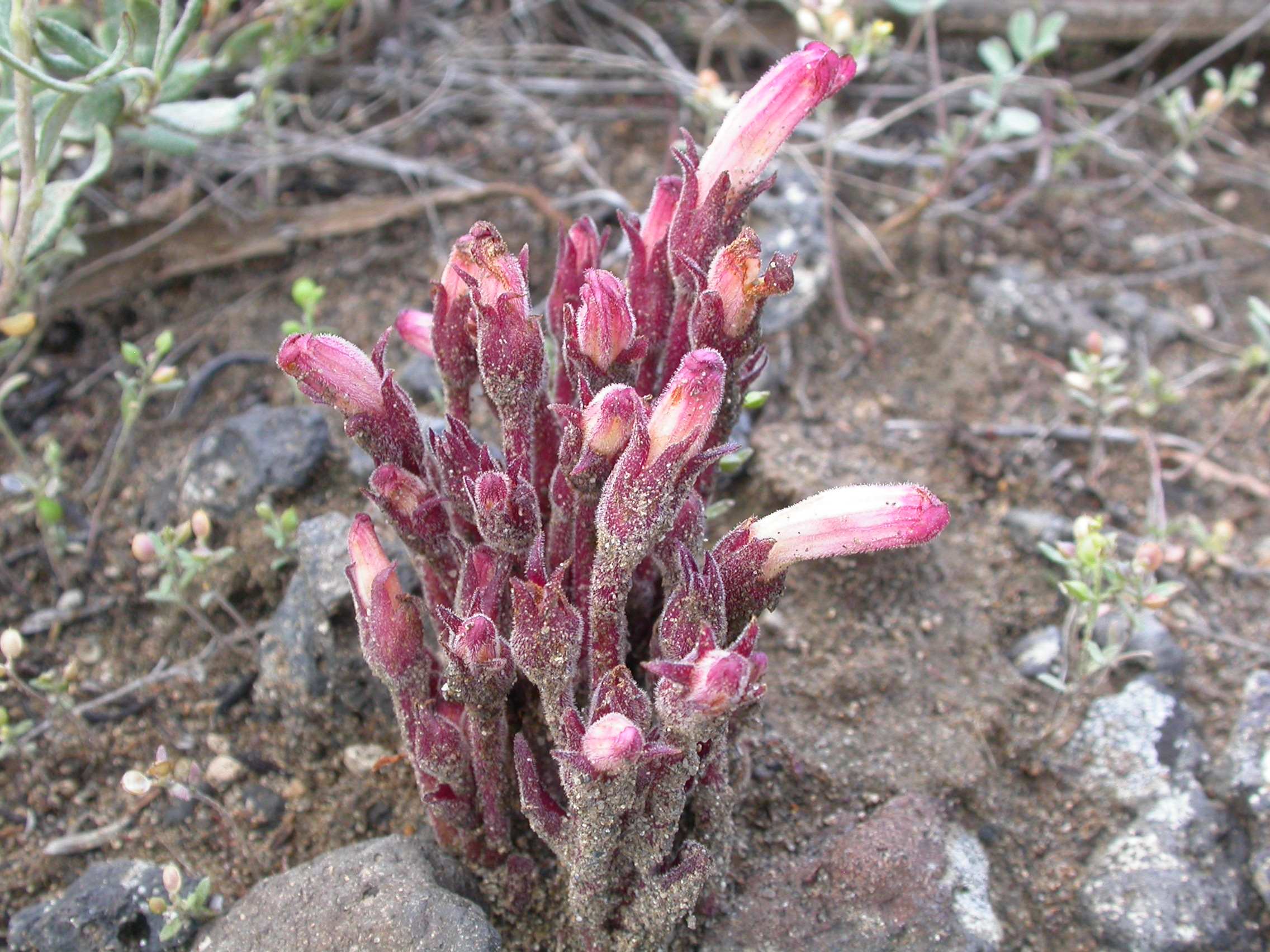
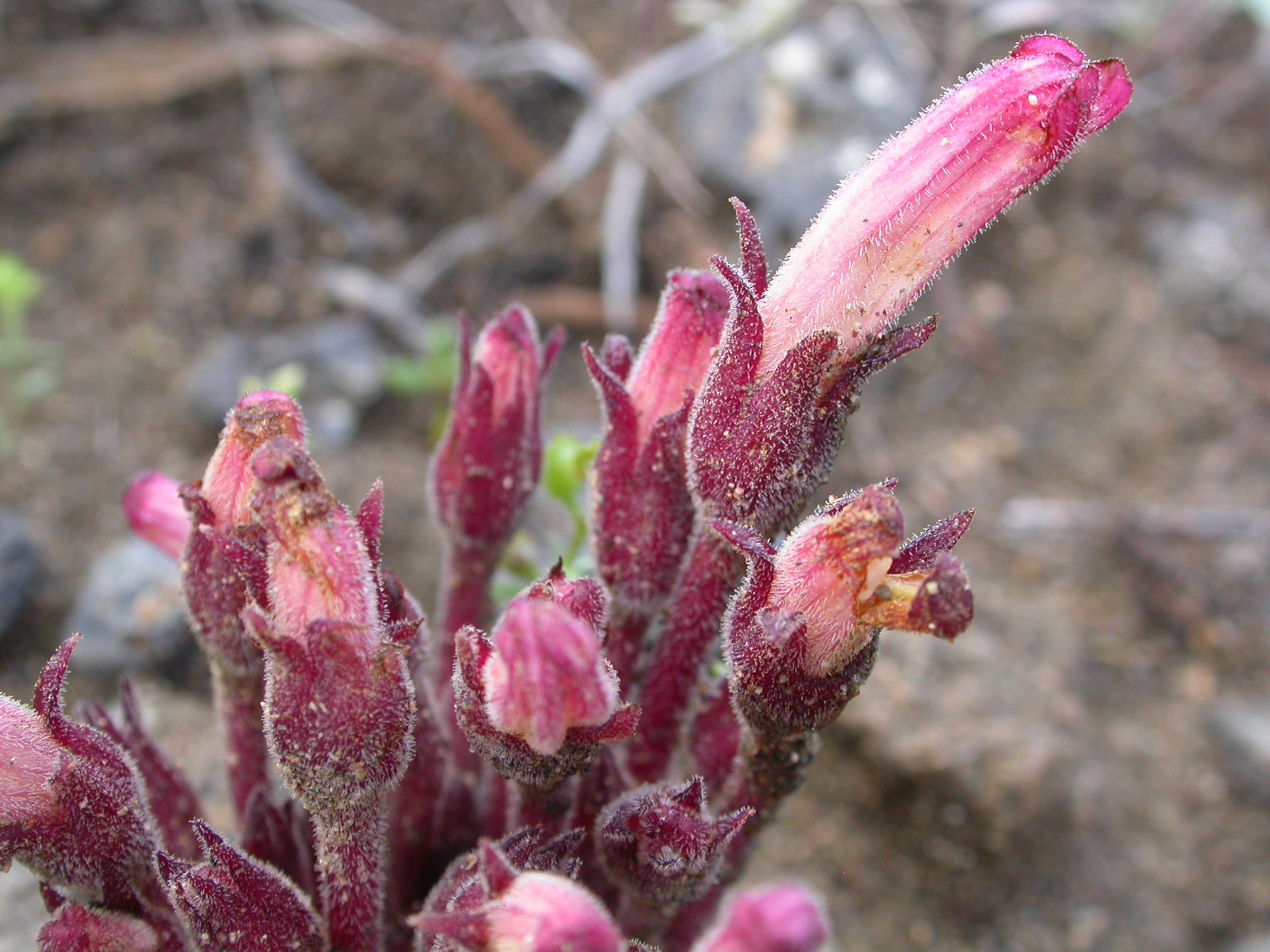
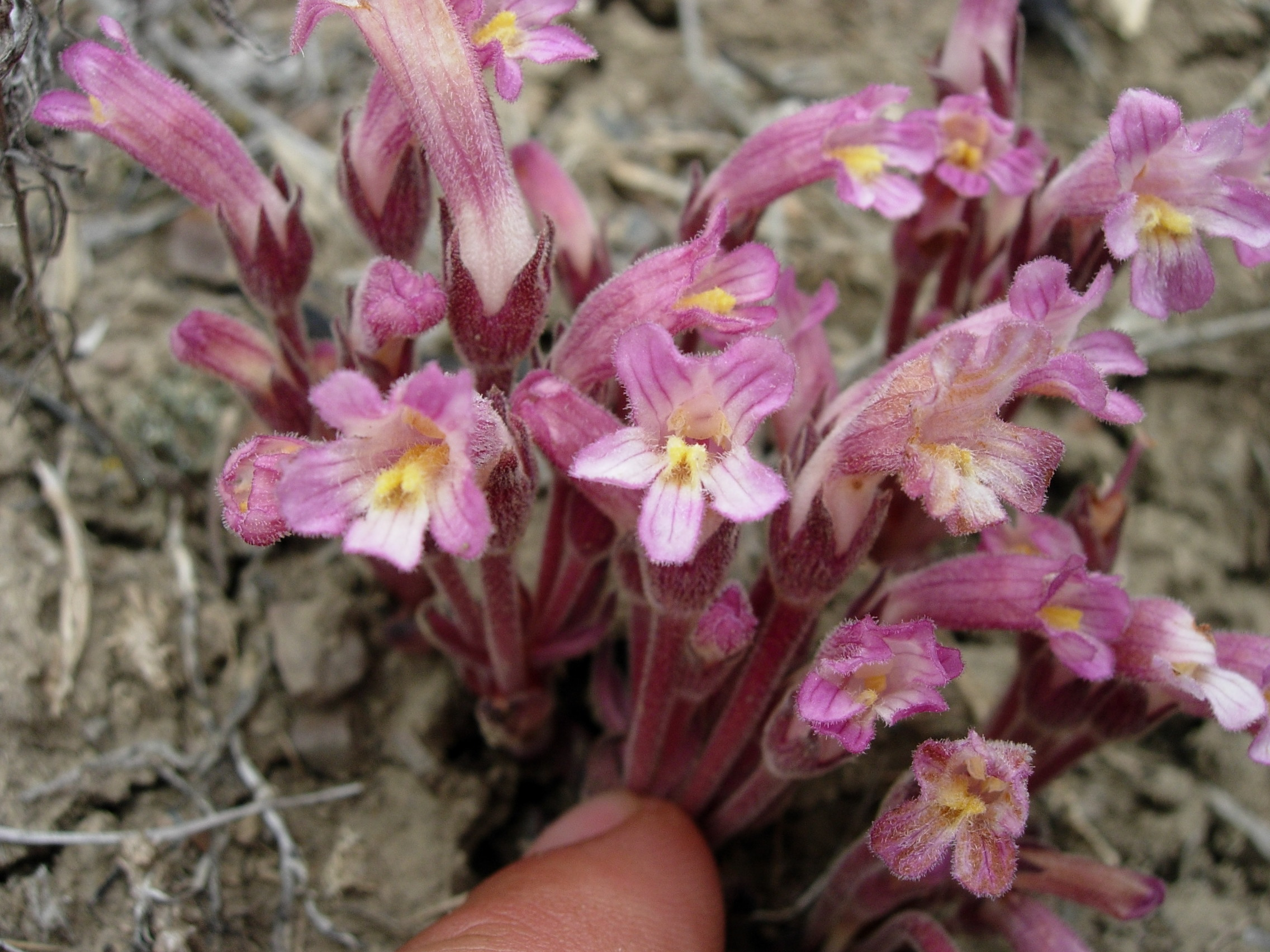